# Liste des sénateurs de Loir-et-Cher

## IIIe République
- Juste Frédéric Riffault de 1876 à 1879
- Jean Bozérian de 1876 à 1893
- Jean-François-Charles Dufay de 1879 à 1897
- Pierre Tassin de 1893 à 1906
- Édouard Ernest Prillieux de 1897 à 1906
- Henri David de 1906 à 1914
- Eusèbe Gauvin de 1906 à 1931
- Pierre Berger de 1920 à 1932
- Pierre Pichery de 1920 à 1940
- Édouard Boudin de 1933 à 1934
- Joseph Paul-Boncour de 1931 à 1940

## IVe République
- Joseph Beaujannot de 1955 à 1959
- Jacques Boisrond de 1946 à 1959
- Robert Le Guyon de 1948 à 1955

## Ve République
- Joseph Beaujannot de 1959 à 1974
- Jacques Boisrond de 1959 à 1961
- Robert Bruyneel de 1961 à 1974
- Charles Beaupetit de 1974 à 1986
- Jacques Thyraud de 1974 à 1992
- Jacques Bimbenet de 1986 à 2001
- Pierre Fauchon de 1992 à 2011
- Jacqueline Gourault de 2002 à 2017
- Jeanny Lorgeoux de 2011 à 2017
- Jean-Paul Prince de 2017 à 2023(suppléant de Jacqueline Gourault entrée au Gouvernement Édouard Philippe (1))
- Jean-Marie Janssens de 2017 à 2023
- Jean-Luc Brault depuis 2023
- Bernard Pillefer depuis 2023